# Jesus bleibet meine Freude
Jesus bleibet meine Freude er en særdeles populær koral fra den sakrale kantate Herz und Mund und Tat und Leben (»hjerte og mund og gerning og liv«, BWV 147) som Johann Sebastian Bach komponerede i Leipzig til Mariæ bebudelsesdag og uropførte 2. juli 1723. Koralen afslutter kantaten, som består af ti satser. På engelsk er koralen kendt som Jesu, Joy of Man's Desiring og på fransk som Jésus que ma joie demeure. Værket er meget brugt i populærkultur og til højtider som jul og bryllup. Den høres i mange film og har været genbrugt i f.eks. Apollo 100's hit »Joy« fra 1972.

## Tekst

### Original tekst på tysk
Wohl mir, daß ich Jesum habe,
o wie feste halt' ich ihn,
daß er mir mein Herze labe,
wenn ich krank und traurig bin.
Jesum hab' ich, der mich liebet
und sich mir zu eigen giebet,
ach drum laß' ich Jesum nicht,
wenn mir gleich mein Herze bricht.
—fra BWV 147, koral 6. sats
Jesus bleibet meine Freude,
meines Herzens Trost und Saft,
Jesus wehret allem Leide,
er ist meines Lebens Kraft,
meiner Augen Lust und Sonne,
meiner Seele Schatz und Wonne;
darum laß' ich Jesum nicht
aus dem Herzen und Gesicht.
—fra BWV 147, koral 10. sats
Den originale tyske tekst svarer ikke til den mest udbredte engelske udgave.
Nedenfor er de indledende stanzaer af Jahns Jesu, meiner Seelen Wonne.
Jesu, meiner Seelen Wonne,
Jesu, meine beste Lust,
Jesu, meine Freudensonne,
Jesu, dir ist ja bewußt,
wie ich dich so herzlich liebe
und mich ohne dich betrübe.
Drum o Jesu komm zu mir
und bleib bei mir für und für!
Jesu, mein Hort und Erretter,
Jesu, meine Zuversicht,
Jesu, starker Schlangentreter,
Jesu, meines Lebens Licht!
Wie verlanget meinem Herzen,
Jesulein, nach dir mit Schmerzen!
Komm, ach komm, ich warte dein,
komm, o liebstes Jesulein!
—
Som dansk tekst kan bruges DDS 462  Jesus, livets sol og glæde,  se, her er jeg nu til stede!  Jesus, du al nådens kilde,  hør, hvad jeg så gerne ville;  se, jeg falder dig til fode,  giv, at mig til gavn og gode  og dit frelsernavn til ære  jeg i dag din gæst må være!  Johann Franck 1649.  Hans Adolph Brorson 1739.  Bearbejdet 1885.
 